# Perigonio

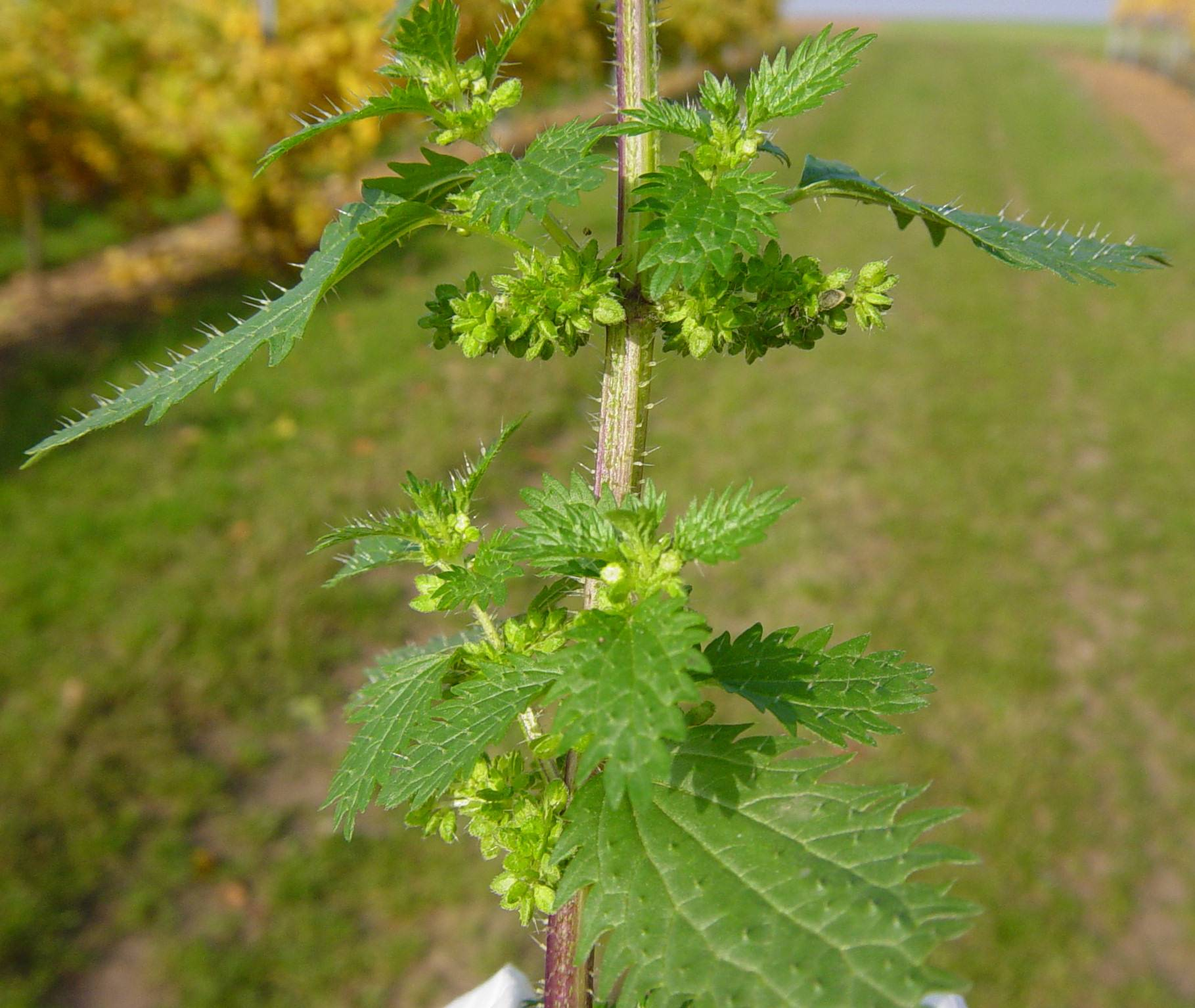
Ortica: il perigonio è verdastro e sormontato da pannocchie pendenti.

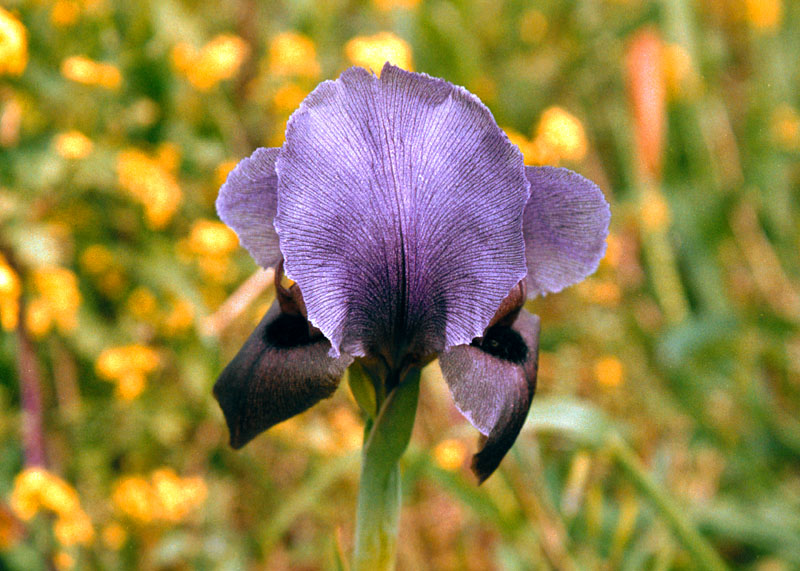
Iris: il perigonio è costituito dai tepali violetti.

Il perigonio è l'involucro esterno, che racchiude la parte sessuale del fiore, nel caso in cui questo involucro sia formato da pezzi tutti eguali che a loro volta vengono denominati tepali.

## Etimologia
Il termine deriva dal greco e significa ciò che sta intorno agli organi riproduttivi.
Nei fiori in cui è possibile distinguere il calice dalla corolla, l'involucro esterno prende invece il nome di perianzio.

## Caratteristiche
I tepali possono essere grandi e colorati e svolgere la stessa funzione vessillifera dei petali. Hanno infatti lo scopo di richiamare gli insetti per l'impollinazione. 
Il perigonio può somigliare ad una corolla (se è composto da tepali petaloidi: vedi Lilium) o ad un calice (se ha tepali sepaloidi: vedi elleboro).

## Alcuni esempi di fiori con perigonio
Esempi classici di fiori in cui si preferisce usare il termine "tepali" e quindi "perigonio" sono:
- in generale tutte le monocotiledoni (tra le eccezioni, la Tradescantia), quindi:
  - i gigli ed i tulipani (famiglia delle Liliaceae);
  - l'Iris (famiglia delle Iridacee a cui appartiene anche lo zafferano).
- alcune dicotiledoni, ad esempio la famiglia delle Urticaceae oppure la Cannabis.